# 时间反锯齿
时间反锯齿，包括专有的时间混叠反锯齿，是一种为计算机产生的视频空间反锯齿的技术，它结合过去帧和目前帧的信息来消除目前帧中的图像锯齿。时间反锯齿中每帧每个像素只被采样一次，但是每帧采样的地点不同。在过去帧中采样的像素与在目前帧中采样的像素混合到一起产生反锯齿。虽然这个技术可以使得时间反锯齿达到和超采样相比的结果，但是它也不可避免地会导致鬼影和图像模糊。

## 与多重采样抗锯齿比较
在时间反锯齿被开发出以前多重采样抗锯齿是主要的反锯齿技术。多重采样抗锯齿只对多边形的边缘采样，然后把采样值平均来产生最后像素的值，在使用圖形處理器成图时这个技术效率特别高。而时间反锯齿从过去帧和目前帧中采样，因此时间反锯齿比多重采样抗锯齿快，但是会导致鬼影。

## 与DLSS的比较
英伟达的DLSS原理上与时间反锯齿类似。

## 执行
在画帧之前对画面“颤抖”可以导致每个帧每个像素的采样点不同。这个“颤抖”是把图像上下左右一个随机的像素数量。
在把过去帧和目前帧的像素结合到一起时需要注意不能把显示不同物体的像素结合到一起，否则的话就会产生鬼影或者运动不清晰。不同的时间反锯齿执行使用不同的方法来解决这些问题。其中包括：
- 在结合前使用游戏引擎的运动向量做运动补偿。
- 使用一个像素附近的像素的值限制像素的值[4]。

类似时间反锯齿这个技术使用过去帧的信息来产生目前帧。与时间反锯齿不同的是DLSS不对帧里的每个像素都采样。DLSS在不同帧里采样不同的像素，然后使用在过去帧里采样的像素填补目前帧里没有采样的像素。DLSS使用机器学习来混合目前帧和过去帧中的采样，它可以被看做是对时间反锯齿的发展。